# 나연숙
나연숙(羅漣淑/羅然淑/羅蓮淑/羅燕淑/羅連淑, 1944년 9월 30일~2022년 6월 2일)은 대한민국의 소설가, 드라마 작가, 영화 각본가, 영화 각색가였다.
본관은 나주(羅州)이고 충청북도 충주 출생이며 1965년 소설가로 첫 등단하였다. 1994년 〈남자는 외로워〉 이후 사실상 은퇴하고 미국으로 이민을 갔으나, 2008년 〈에덴의 동쪽〉으로 14년 만에 복귀하였다.
2022년 6월 2일 숙환으로 사망하였다.

## 학력
- 서라벌예술초급대학 문예창작학과

## 주요 경력
- 1965년 소설가 등단
- 1970년 영화 《약속은 없었지만》으로 영화 각본가 데뷔
- 1970년 영화 《대답해 주세요》로 영화 각색가 데뷔
- 1971년 KBS 한국방송공사 드라마 《사랑의 훈장》으로 드라마 작가 데뷔

## 집필 작품

### 텔레비전 드라마
| 연도      | 제목                  | 방송사   | 유형                      | 연출           |
| --------- | --------------------- | -------- | ------------------------- | -------------- |
| 2014      | 끝없는 사랑           | SBS      | 주말 특별기획             | 이현직         |
| 2010-2011 | 폭풍의 연인           | MBC      | 일일                      | 고동선, 권성창 |
| 2008-2009 | 에덴의 동쪽           | MBC      | 창사47주년 특별기획드라마 | 김진만, 최병길 |
| 1994      | 남자는 외로워         | KBS2     | 주말                      | 염현섭         |
| 1992      | 정든 님               | KBS1     | 일일                      | 김현준         |
| 1990-1991 | 야망의 세월           | KBS2     | 주말                      | 이종수→김현준  |
| 1988-1989 | 사랑의 기쁨           | KBS1     | 일일                      | 최상식         |
| 1987      | 도시의 얼굴           | MBC      | 주간                      | 박철           |
| 1985-1986 | 은빛 여울             | KBS1     | 일일                      | 이종수         |
| 1985      | 고향                  | KBS1     | 일일                      | 최상식         |
| 1985      | 찬란한 아침           | KBS1     | 특집                      | 최상식         |
| 1982-1984 | 보통사람들            | KBS1     | 일일                      | 최상식         |
| 1982      | 약속의 땅             | KBS1     | 일일                      | 곽영범, 정병식 |
| 1980-1981 | 달동네                | TBC→KBS1 | 일일                      | 김재형         |
| 1979      | 야 곰례야             | TBC      | 일일                      | 정병식         |
| 1978      | 젊은 나그네           | KBS      | 일일/단막                 | 김연진         |
| 1978      | 말띠 만세             | KBS      | 일일/단막                 | 김수동         |
| 1978      | 여자의 얼굴           | TBC      | 일일                      | 곽영범         |
| 1978      | 언약                  | TBC      | 일일                      | 곽영범         |
| 1977      | 달리는 도시           | KBS      | 일일/단막                 | 김수동         |
| 1976      | 달려라 삼총사         | MBC      | 어린이                    | 고석만         |
| 1976      | 철이의 모험           | MBC      | 어린이                    | 고석만         |
| 1976      | 엄마야 누나야         | KBS      | 토요                      | 이진욱         |
| 1975      | 아버지와 딸           | KBS      | 일일                      | 이진욱         |
| 1973      | 하얀 꽃               | KBS      | 일일                      | 임학송         |
| 1972      | KBS 무대 - 해바라기들 | KBS      | 단막                      | 임학송         |
| 1971      | 먹구름 흰구름         | KBS      | 금요                      | 박재민         |
| 1971      | 사랑의 훈장           | KBS      | 금요                      | 임학송         |

### 영화
- 《청춘의 문》(1978년) - 원작자
- 《빗속의 연인들》(1976년) - 각본
- 《여고 졸업반》(1975년) - 각본
- 《방년 18세》(1973년) - 각본
- 《석화촌》(1972년) - 각본
- 《일요일 밤과 월요일 아침》(1970년) - 각본(유동훈, 나한봉과 공동 집필)
- 《약속은 없었지만》(1970년) - 각본(원작자 김수현)
- 《대답해 주세요》(1970년) - 각본(유동훈과 공동 집필)

## 가족 관계
- 오빠: 나한봉(1933년 11월 1일~2015년 4월 28일)